# Journal of Homosexuality
Journal of Homosexuality é um jornal acadêmico revisado por pares existente há muito tempo (fundado pelo editor Charles Silverstein) publicado pela Haworth Press, Inc., em Nova York. Este fórum altamente respeitado para pesquisa dos desejos do mesmo sexo, examina práticas sexuais e papéis do gênero nos seus contextos sociais culturais, históricos, interpessoais, e modernos. No outono de 2005, o Jornal celebrou o seu 50o volume. O editor atual é John P. De Cecco, o Professor Emérito de Psicologia na Universidade Estadual de São Francisco.
"Além de ser um veículo para reconciliar pesquisa escolar ao homossexualismo e apoiar o número crescente de lésbica e programas de estudos gay, o jornal aspira a confrontar a homofobia pelo encorajamento da interrogação escolar e a disseminação da pesquisa sólida". Os contribuidores são profissionais com uma perspectiva aberta e positiva em direção às variações sexuais.

## Outras leituras
- Steven Joyce & Alvin M. Schrader (1999), "Twenty Years of the Journal of Homosexuality: A Bibliometric Examination of the First 24 Volumes, 1974-1993". Journal of Homosexuality, Vol.37, No.1.